# Planet CCRMA
Planet CCRMA – zbiór pakietów RPM, które pomagają zoptymalizować linuksową stację roboczą pod kątem obróbki dźwięku.

## Zarys projektu
Środowisko to zostało rozwinięte i testowane na Uniwersytecie Stanforda. Stało się dostępne z głównego repozytorium - Planet CCRMA at Home.
Gdy pakiety zostaną zainstalowane przekształcają jądro systemu, za pomocą sterowników ALSA oraz innych aplikacji, w stację roboczą lub serwer przystosowany do produkcji i rozpowszechniania muzyki i wideo.

## Wspierane dystrybucje Linuksa
- Red Hat Linux 7.3, 8.0, 9
- Fedora Core 1, Core 2, Core 3 oraz Core 4
- Debian (przez Conectiva APT port)